# Објективност
Објективност је карактеристика неке чињенице, исказа или теорије, која подразумева да су они утемељени на стварном стању, да су реални, исправни, истинити и да нису подложни субјективним чиниоцима.
Објективан (новолат. objectivus = предметни, стваран) у најопштијем смислу значи стваран, истински, збиљски, независан од субјекта и његовог мишљења. У науци се овај појам користи у смислу непристрасан, независан од личних интереса, потреба, жеља, страхова или очекивања научника.

## Пристрасност
- У статистици, појам пристрасност означава нерепрезентативност узорка (одступање карактеристика узорка од карактеристика популације).
- У научном или стручном истраживању, пристрасност подразумева необјективност истраживача или стручњака, која утиче на селекцију чињеница, посматрање, процену и интерпретацију, у складу са личним жељама, страховима, очекивањима и уверењима.

## Субјективност
Најопштије, субјективан значи који припада, представља својство, потиче од или се односи на субјект. Овај појам може имати следећа значења:
- Унутрашњи, ментални, психички (а не спољашњи, објективан, физички).
- Особен, индивидуалан, приватан, недоступан већем броју посматрача, несаопштив, интуитиван, непроверљив (а не општи, универзалан, објективан, јаван, проверљив).
- Једностран, пристрасан, личан, под утицајем жеља, наклоности/ненаклоности, необјективан.
- Непостојећи, замишљен, илузоран, халуцинаторан (насупрот објективно постојећем, стварном).

## Разграничење
Горњи појмови не одражавају апсолутне дефиниције, већ само међусобне односе. Кад се каже објективан научни метод, подразумева се да његов опозит у науци није прихваћен. Објективан научни метод је мање (или минимално) субјективан од свог опозита, из једноставног разлога што га производи субјекат, а не објекат.

## Спољашњи извори
- Objectivity, Internet Encyclopedia of Philosophy, Приступљено 25. маја 2011. године (језик: енглески)
- Subjectivity & Objectivity, Приступљено 25. маја 2011. године (језик: енглески)